# Адамопуло, Пантелеймон Анастасьевич
Пантелеймон (Пантелей, Панаго) Анастасьевич Адамопуло (1768 — 1835, Российская империя) — русский морской офицер греческого происхождения, генерал-майор флота(1824).

## Биография
Родился в 1768 году, грек по происхождению.
В 1783 году поступил кадетом в Морской корпус; 1 мая 1786 года произведён в мичманы. С 1791 года плавал на Чёрном море.
В 1799 году был произведён в капитан-лейтенанты. Командовал фрегатом «Счастливый»; в 1801 году произвёл опись берегов Чёрного моря «от Синапа до Самсуна».
В 1807—1808 годах работал смотрителем Черноморского гидрографического депо карт. В 1809 году он проживал в Николаеве в казённом Полихроновском доме; впоследствии переселился в казенный 1-й Костылевский дом на Черниговской улице.
В 1809 году был произведен в капитаны 2 ранга, и стал командовать отрядом канонерских лодок, 1 бомбардирским судном и 3 плавучими батареями.
В 1810 году П. А. Адамопуло — командир линейоно корабля «Дмитрий Донской» в Черном море. В 1811 году произведен в капитаны 1-го ранга, и до 1814 года возглавлял 65-й корабельный экипаж в Севастополе. С 1814 по 1821 годы командовал сначала 82-м, а потом 37-м корабельными экипажами и состоял презусом комиссии военного суда в Севастополе
В 1823 году Адамопуло был назначен директором Черноморского штурманского училища (в июне 1826 года переименованного в Черноморскую штурманскую роту).
Умер в 1835 году.

## Награды
- Награждён орденом Св. Георгия 4-й степени (№ 1675; 15 февраля 1806) — за 18 морских кампаний
- орденом Св. Владимира 4-й степени (14.02.1826)[4].

### Семья
Имел трех сыновей: Леонида, Мильтиада и Эпаминоида, учившихся в Черноморском кадетском корпусе и ставших впоследствии морскими офицерами.